# Slavej Rajčev
Slavej Rajčev (in bulgaro Славей Райчев?; Stara Zagora, 29 ottobre 1943 – ...) è stato un cestista bulgaro.

## Carriera
Con la Bulgaria ha disputato i Giochi olimpici di Città del Messico 1968 e tre edizioni dei Campionati europei (1965, 1967, 1971).